# Leonard Palczyński

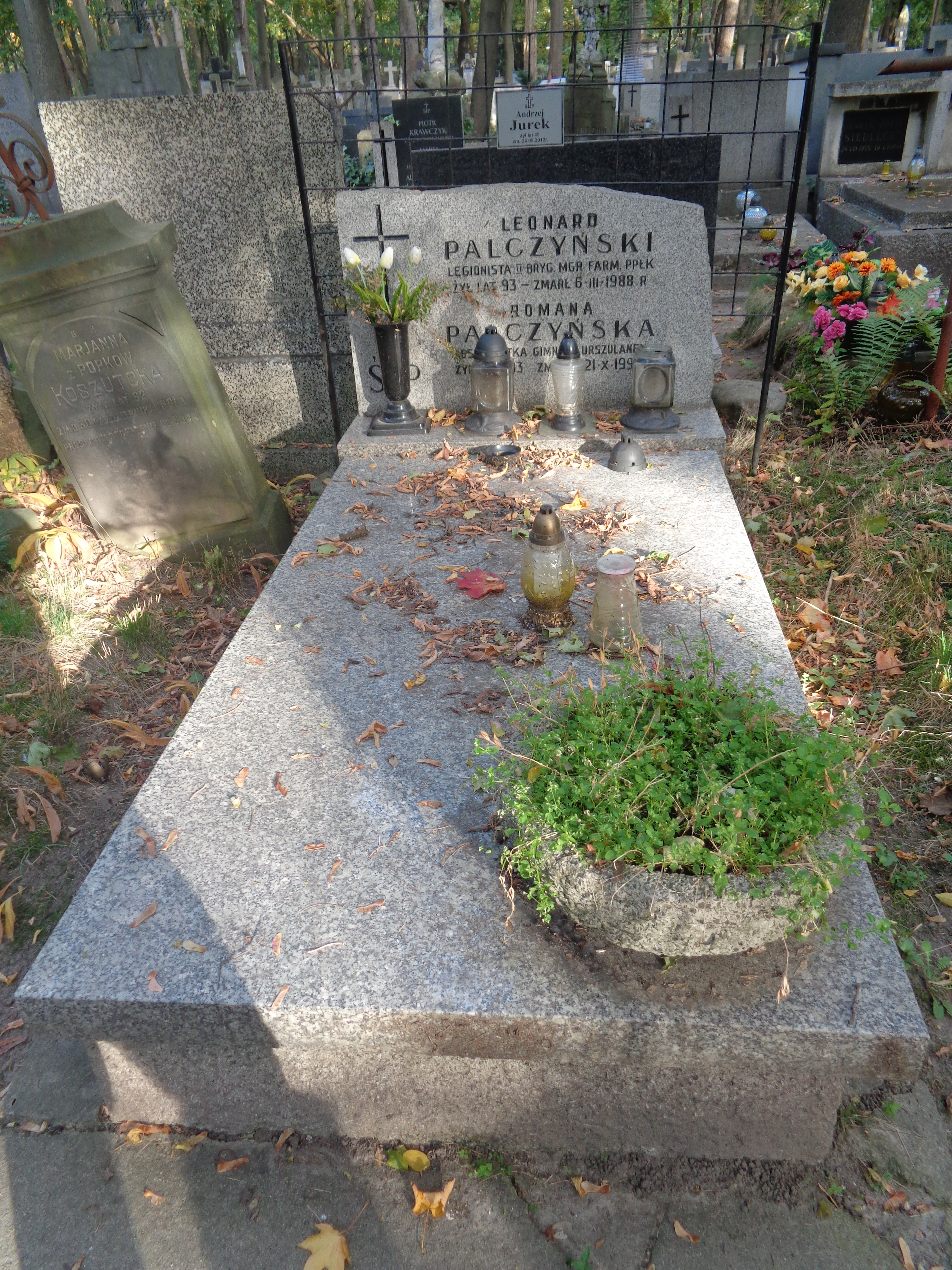
Grób Leonarda Palczyńskiego na cmentarzu Powązkowskim

Leonard Palczyński (ur. 7 lutego 1895, zm. 6 marca 1988) – podpułkownik Wojska Polskiego.

## Życiorys
Urodził 7 lutego 1895. Po wybuchu I wojny światowej służył w Legionach Polskich w II Brygadzie. Ukończył studia z tytułem magistra farmacji. Po odzyskaniu przez Polskę niepodległości został przyjęty do Wojska Polskiego. Brał udział w wojnie polsko-bolszewickiej. Został awansowany do stopnia kapitana ze starszeństwem z 1 czerwca 1919 roku w korpusie oficerów administracji dział sanitarny (później grupa oficerów administracji sanitarnych). 
W latach 20. służył w 6 Okręgowym Szefostwie Sanitarnym Dowództwa Okręgu Korpusu Nr VI we Lwowie, pozostając oficerem nadetatowym 6 Batalionu Sanitarnego. W 1932 służył w Szpitalu Okręgowym nr 6 we Lwowie. Następnie został przeniesiony z korpusu oficerów administracji do korpusu oficerów sanitarnych. W 1934 roku został przeniesiony do Szefostwa Sanitarnego Okręgu Korpusu Nr VI we Lwowie na stanowisko kierownika referatu. W marcu 1939 odbywał praktykę szpitalną w 6 Szpitalu Okręgowym we Lwowie. W tym czasie, w stopniu kapitana ze starszeństwem z 1 czerwca 1919 zajmował 1. lokatę w korpusie oficerów zdrowia, grupa farmaceutów.
W 1946 roku pełnił służbę w ludowym Wojsku Polskim. Był podpułkownikiem.
Zmarł 6 marca 1988. Został pochowany na cmentarzu Powązkowskim w Warszawie. Był żonaty z Romaną (zm. w 1996 w wieku 93 lat)(kwatera 265-4-27). 

## Ordery i odznaczenia
- Krzyż Niepodległości
- Krzyż Walecznych – dwukrotnie[9][10]
- Srebrny Krzyż Zasługi – 1938[11]
- Srebrny Krzyż Zasługi – 17 grudnia 1946 (za bohaterskie czyny i dzielne zachowanie się w walce z niemieckim najeźdźcą, oraz za gorliwą pracę i sumienne wypełnianie obowiązków służbowych)[12]